# Charles Proctor
Charles Nancrede Proctor  ou Charley Proctor, né le 4 janvier 1906 à Columbia et mort le 1er février 1996 à Scotts Valley, est un skieur américain.
Il est le fils de Charles A. Proctor qui a été un enseignant au Dartmouth College. Charles A. Proctor et Arnold Lunn ont introduit le ski alpin en Amérique du Nord.
Charles N. Proctor participe aux Jeux olympiques d'hiver de 1928 à Saint-Moritz. Il se classe à la 44e place sur 18 kilomètres. Charles Proctor a également concouru en saut à ski où il s'est classé 14e et en combiné nordique où il s'est classé 26e. Pionnier du ski aux États-Unis, il est l'auteur de cinq livres et notamment de The Art of Skiing et Skiing.
De 1938 à 1958, il a été directeur des opérations de ski dans le parc national de Yosemite.
Charles Proctor et son père Charles A. Proctor sont membres du U.S. Ski and Snowboard Hall of Fame.

## Biographie

### Enfance
Charles Proctor naît le 4 janvier 1906 à Columbia. Il est le fils de Charles A. Proctor qui est enseignant dans la ville. La famille déménage ensuite à Chicago afin que Charles A. Proctor puisse obtenir son doctorat. Enfin, Charles A. Proctor est nommé en 1909 enseignant en physique au Dartmouth College. Ce dernier participe au Dartmouth Outing Club (en) qui vient d'être crée par Fred Harris afin d'encourager la pratique du ski. En 1910, la famille construit une maison sur Rope Ferry Road à Hanover et Charles A. Proctor utilise deux planches du chantier pour construire une paire de ski à son fils qui a quatre ans. L'année suivante, Charles A. Proctor et son fils commencent à skier ensemble. Toujours en 1911, le Dartmouth Outing Club organise pour la première fois son carnaval qui comprend un petit concours de saut réalisé sur un tremplin de fortune. C'est à ce moment que le jeune Charles Proctor se prend d'admiration pour les sauteurs à ski. L'hiver suivant, il essaie de réaliser des petits tremplins dans le jardin de sa maison. À huit ans, il commence à sauter sur un tremplin temporaire, le Girl Brook. À partir de 1914, l'Université McGill organise une des premières compétitions de ski universitaires et une délégation du Dartmouth College y participe. L'année suivante, c'est le Dartmouth College qui organise cette petite compétition et un tremplin de saut à ski (environ K30) est construit. Charles Proctor passe beaucoup de temps sur le tremplin, il chute quasiment à tous ses sauts et se blesse régulièrement. Cependant, il y rencontre notamment John Carleton qui va devenir petit à petit son mentor.

### Premières compétitions en saut à ski
Quelques années plus tard, en 1917, Charles Proctor remporte le concours des garçons organisé lors du Festival d'hiver du Dartmouth College. Deux ans plus tard, il se classe deuxième de cette même compétition et il concourt à une compétition à Lake Placid. Au début des années 1920, un nouveau tremplin est construit sur le campus de l'université. Charles Proctor progresse en saut à ski notamment en raison de ce nouveau tremplin et il observe également attentivement John Carleton et Fred Harris qui sont les meilleurs sauteurs dans cette région des États-Unis à cette époque.
En 1922, la U.S. Eastern Amateur Ski Association est fondée. La fédération regroupe les clubs de ski (et pas seulement universitaires) de l'Est des États-Unis. La fédération organise son premier concours de saut à ski en 1922 à Brattleboro pour l'inauguration du tremplin de Harris Hill. L'événement rassemble environ 3 000 spectateurs dont le gouverneur Abram W. Foote (en). Lors du concours, John Carleton réalise un saut à 46 m ce qui est un record local. Chez les jeunes, Charles Proctor saute à 35 m. Lors de son deuxième saut, il saute à 42 m mais une des sangles de chaussures se cassent. Il est envoyé à l'hôpital et il a deux côtes cassées.

### Introduction du ski alpin aux États-Unis
En 1923, le Dartmouth Outing Club engage son premier entraîneur, le hongrois Anton Diettrich. Ce dernier est également entraîneur d'escrime et il a appris à skier avec Mathias Zdarsky et Georg Bilgeri (de). Pendant ce temps, John Carleton est en Europe où il pratique le ski alpin pour l'Université d'Oxford. Il rencontre Arnold Lunn et il arrive à convaincre ce dernier de correspondre avec Charles A. Proctor qui est toujours enseignant au Dartmouth College. Par conséquent, le slalom qui est une discipline naissance est introduite aux États-Unis,. Charles Proctor, son entraîneur ainsi que les élèves du Dartmouth Outing Club essaient la discipline.
En 1924, Charles Proctor participe aux championnats des États-Unis de saut à ski et de ski de fond à Brattleboro. En complément des sauteurs de l'Est, des sauteurs du Midwest de grande renommée comme Henry Hall participent à la compétition. Charles Proctor qui n'avait jamais rencontré de tels sauteurs et il profite de l'événement pour observer leurs techniques.
En 1925, le premier slalom organisé aux États-Unis a lieu durant le Festival d'hiver du Dartmouth College. La course est courte, au plus une trentaine de mètres et elle est remportée par Charles Proctor. La discipline se popularise ensuite dans les universités américaines. Charles Proctor et son père développent également la descente à Dartmouth et l'université devient la référence en matière de ski alpin aux États-Unis.

### Jeux olympiques de 1928 et séjour en Europe
En 1927, Charles Proctor remporte des descentes de ski alpin et des compétitions de combiné nordique à Lake Placid ainsi qu'au Canada. Il est également nommé « skieur universitaire de l'année ». Il remporte la première course descente (Down-Mountain Race) du Mont Moosilauke organisé par son club en 21 minutes pour une descente de 7,25 km,,.
L'U.S. Ski & Snowboard (en) a un nouveau président en 1928, Harry Wade Hicks, qui décide d'envoyer trois athlètes pour les disciplines nordiques lors des Jeux olympiques d'hiver de 1928. La fédération sélectionne Anders Haugen en raison de ses résultats en saut à ski, Rolf Monsen pour ses performances en ski de fond et Charles Proctor en tant que champion universitaire. Godfrey Dewey est chef de délégation et porte-drapeau et Charles A. Proctor est également du voyage afin d’assister aux réunions de la Fédération internationale de ski.
Les athlètes n'ont pas le temps de faire une préparation avant de prendre le bateau pour l'Europe et ils doivent acheter eux-mêmes leur tenue. Charles Proctor chute dans la course de 18 km de ski de fond et il se blesse à un coude. Finalement, il se classe 44e de cette course et 26e du combiné nordique. En saut à ski, il se classe 14e.
Quelques jours après les Jeux olympiques, Charles Proctor participe à la course de ski alpin à Mürren. À l'époque, les concurrents s'élançaient tous ensemble et le premier arrivé en bas était le vainqueur. Charles Proctor décide de suivre Bill Bracken qui connaît bien la descente. Cependant, en le suivant, il fait une erreur et se blesse à une cheville. Malgré sa blessure, il décide ensuite de participer à la première édition d'Arlberg-Kandahar. Il participe à la descente mais à une vitesse réduite en raison de cette blessure à la cheville. Le lendemain, il participe au slalom mais le résultat n'est pas bon pour la même raison. Il séjourne ensuite sur l'Arlberg avec des membres du Kandahar Ski Club (en). Enfin, il part à Kitzbühel avec Bill Bracken et les parents de ce dernier.

### Difficulté à s'insérer sur le marché du travail
Il rentre ensuite aux États-Unis à Hanover où il passe l'été à jouer au golf puis l'hiver à étudier. Il continué à skier et il est diplômé de l'université au printemps 1929. Il souhaite dans un premier temps devenir pilote mais il est recalé en raison de sa mauvaise vue. Ensuite, il obtient un poste de directeur des sports à Lucerne au Québec mais il doit renoncer car le Québec souhaite privilégier un canadien pour le poste. Il travaille ensuite pour le chemin de fer à crémaillère du Mont Washington où il est d'abord comptable puis commercial. En parallèle de ce travail, il donne des cours de natation au Aloha Hive Camp (en) où il rencontre Mary Miller qui deviendra sa femme.
Il essaie de développer le ski alpin dans l'Est des États-Unis mais le nombre de skieurs est très limité et le sport encore méconnu. Il devient employé de bureau à l'un des deux magasins de ski de Boston, le Osborne's Sporting Goods. La Grande Dépression frappe les Etats-Unis et il s'avère qu'il s'agit d'une opportunité pour le développement du ski. En effet, ce sport est accessible et peu onéreux et les Américains commencent à s'y intéresser. En complément de son travail pour Osborne's Sporting Goods, il devient moniteur de ski pour un groupe de skieurs du Appalachian Mountain Club et il rencontre Rockwell Stephens (en).
Lors de l'édition 1931 de la descente du Mont Moosilauke organisé par son club du Dartmouth Outing Club , il se classe deuxième à seulement deux dixièmes de secondes derrière Robert Livermore (en). Le week-end de Pâques 1931, Charles Proctor, John Carleton et Rockwell Stephens décident d'aller à Tuckerman Ravine (en) afin de skier. La partie supérieure de ce Cirque naturel n'a jamais été skié par quiconque et Charles Proctor et John Carleton décident d'essayer de grimper puis de faire la descente. John Carleton échoue à monter alors que Charles Proctor parvient au sommet. Il est donc le premier à avoir skié réputé « inskiable ».
Lors des jeux olympiques d'hiver de 1932 de Lake Placid, Charles Proctor est responsable de la zone d'élan du Centre de saut à ski MacKenzie Intervale et son père est responsable de la commission chargée de l'organisation des compétitions de ski nordique.

### Écrivain de référence sur le ski
En septembre 1932, Charles Proctor se marie avec Mary Miller à Winnetka. Le couple part en lune de miel au Canada et s'installe à Cambridge dans la banlieue de Boston. Mary Miller est enseignante à la Shady Hill School (en).
Quelques mois après les Jeux olympiques de 1932, Charles Proctor écrit avec l'aide de Rockwell Stephens (en) un premier ouvrage Skiing de technique sur le ski. Le livre est publié à l'automne 1932 chez un petit éditeur, Lakeview Press de Framingham. La préface est signée par Park Carpenter qui le rédacteur en chef du Eastern Ski Bulletin,.
En 1933, Charles Proctor trace des pistes de skis dans le New Hampshire pour le compte du Civilian Conservation Corps. Ensuite, il décide de fonder son entreprise de fabrication et de distribution de skis, Ski Sport Inc.. Enfin, il publie un deuxième livre plus complet sur tous les aspects du ski. The Art of Skiing est bien accueilli et lui permet de devenir un auteur de référence sur le ski aux États-Unis.
Il participe à de nombreux spectacles de ski en salle et entraîne l'équipe de ski de Harvard. Il déménage également à Wellesley.

### Aide à la construction de Sun Valley
En janvier 1936, Charles Proctor est contacté par William Averell Harriman qui est le directeur de l'Union Pacific. Ce dernier souhaite créer une station de ski qui s’appellerait Sun Valley à proximité de la ville de Ketchum qui compte une gare de l'Union Pacific. William Averell Harriman nomme le comte Felix Schaffgotsch (en) pour le choix d'implantation de la station et Charles Proctor devient conseiller sur le projet,. On lui demande de former des habitants locaux au métier de moniteur de ski.
Charles Proctor arrive à Ketchum le 25 mars 1936 avec du matériel pour former les huit jeunes recrutés pour devenir moniteurs. Il les entraîne tous les matins pendant un mois sur plusieurs montagnes des environs dont Dollar Mountain (en) ou Bald Mountain (en). Sa femme, Mary, vient passer quelques jours pendant les vacances scolaires et est une des premières femmes à skier sur Bald Mountain. L'entraînement continue ensuite sur le Galena Summit (en) puis dans la région de Wood River (en). L'entraînement des moniteurs lui ayant permis de visiter les environs, Charles Proctor écrit à William Averell Harriman afin de lui faire changer les plans prévus par Felix Schaffgotsch. Finalement il est choisi de proposer des pistes sur les montagnes les plus proches des logements.
Charles Proctor travaille également sur un autre problème de la station : la montée des skieurs sur les pistes. Il insiste sur le fait qu'il serait difficile pour des novices d'utiliser un système de cordes pour monter aux sommets des montagnes. William Averell Harriman  fait travailler ses ingénieurs dont James Michael Curran (en). Ce dernier qui a réalisé un système de transport de bananes au Panama propose un système où le skieur est assis sur un siège qui se déplace. Charles Proctor fait pression pour que ce système soit installé notamment car il se rapproche d'un téléski d'Ernst Constam installé à Dartmouth. 
Finalement dans le courant de 1936, les arbres sont coupés, les téléskis installés et la station est ouverte en décembre 1936. Elle rencontre rapidement un grand succès.

### Arrivée en Californie
En 1938, Charles Proctor s'installe avec sa famille dans le parc national de Yosemite. Il occupe pendant une vingtaine d'années le poste du directeur du ski au Badger Pass Ski Area.
En tant que bénévole, il occupe le poste de secrétaire de la California Ski Association de 1943 à 1946 puis il est vice-président de la même institution devenue la Far West Ski Association de 1957 à 1959,. Il est chargé de la formation des officiels pour l'institution entre 1956 et 1958.
Pour les Jeux olympiques d'hiver de 1960 à Squaw Valley, il occupe un poste de conseiller. Il est également officiel pour le Yosemite Winter Club et membre des Far West and Eastern Amateur Ski Instructors. Enfin, il est membre honoraire du Kandahar Ski Club (en) et du Swiss Academic Ski Club.

## Résultats

### Jeux olympiques
| Épreuve / Édition | St-Moritz 1928 |
| Combiné nordique  | 26e            |
| Ski de fond 18 km | 44e            |
| Saut à ski        | 14e            |

### Autres
Charles Proctor a remporté des courses de ski alpin et de combiné nordique au niveau universitaire.

## Reconnaissance
Charles Proctor et son père Charles A. Proctor sont membres du U.S. Ski and Snowboard Hall of Fame. Un domaine skiable d'Andover s'appelle la Proctor Ski Area. Une montagne à proximité de Sun Valley s'appelle Proctor Mountain.

## Publications

### Livres
- (en) Rockwell Stephens (en) et Charles Proctor, Skiing, 1932, 63 p.
- (en) Rockwell Stephens (en) et Charles Proctor, The Art of Skiing, Harcourt, Brace and Company, 1933, 204 p.
- (en) Charles Proctor, A Guide For Your First Ski Trip, Yankee, 1936
- (en) Rockwell Stephens (en) et Charles Proctor, Skiing: Fundamentals, Equipment and Advanced Technique, Harcourt, Brace and Company, 1936, 156 p.
- (en) Charles Carroll Lund et Charles Proctor, Do's and Don'ts for Safe Skiing : How to Prevent Injuries and to Render Efficient First Aid. A Handbook Every One who Skis Should Have, Boston and Maine Railroad, 1937, 31 p.

### Chapitre
- (en) Charles Proctor et Roland Palmedo (en), « History and Development of  Skiing in America », Skiing: The International Sport, Derrydale Press,‎ 1937

### Articles
- (en) Charles Proctor, « New Ski Trails », Appalachia,‎ décembre 1933, p. 599–603